# KIPS PiTaPaカード
KIPS PiTaPaカード（キップス ピタパカード）は、近畿日本鉄道をはじめとする近鉄グループのKIPSクレジットカードに紐付ける形で発行されるPiTaPaカードである。本項では紐付け先である、KIPSクレジットカードについても説明する。

## KIPSクレジットカードの概要
KIPSクレジットカードは、クレジットカード会社が近鉄グループKIPS参加企業と提携し発行するクレジットカードである。カード名は、「Kintetsu International Passport System」 の頭文字と、鉄道のきっぷに由来している。同カード会員は、交通・流通・観光など、近鉄グループKIPS参加各社の「KIPSポイントサービス」や、割引・優待などの特典が受けられる。
「KIPS PiTaPaカード」は、下表の各種KIPSクレジットカードとの組み合わせによる、2枚一組での発行となる（KIPS PiTaPaカードの単独発行はできない）。また、2枚同時発行の他に、KIPSクレジットカードを単独で発行した後、別個に申し込むことで、KIPS PiTaPaカードを紐付けすることもできる。ただし、スーパーICカード KIPS+PiTaPaについては、三菱UFJ銀行のICキャッシュカードを含めた、一体型カードでの発行となる。
2011年11月16日より、従来の「近鉄ポイントプログラム」に代わる、「KIPSポイントサービス」が導入されたことで、カードのデザインも緑色を基調とした「（新）KIPSクレジットカード」の発行を開始した（JMB KIPSカード・銀行提携カードについては、カードデザインの変更はされていない）。あわせて同日より、JMB KIPSカードについて、同カードのみの単独発行が可能となった（従来は、KIPS PiTaPaカードとの2枚同時発行が必須であった）。
KIPSクレジットカードの概要は下表の通り。
| 名称                                   | 発行会社                        | 提携会社 | 国際 ブランド | PiTaPa 募集開始日                                     | KIPS PiTaPaカード同時申込 |
| -------------------------------------- | ------------------------------- | --- | ------------- | ----------------------------------------------------- | ------------------------- |
| KIPS-JCBカード                         | ジェーシービー                  | （なし） | JCB           | 2007年4月27日                                         | ◯                         |
| KIPS-三井住友カード                    | 三井住友カード                  | （なし） | VISA          | 2006年2月23日                                         | ◎                         |
| KIPS-三井住友カード                    | 三井住友カード                  | （なし） | MasterCard    | 2006年2月23日                                         | ◎                         |
| KIPS-UCカード                          | クレディセゾン ↓ ユーシーカード | （なし） | MasterCard    | 2007年3月15日                                         | ◎                         |
| KIPS-UCカード                          | クレディセゾン ↓ ユーシーカード | （なし） | VISA          | 2007年3月15日                                         | ◎                         |
| KIPS-MUFGカード （旧：KIPS-UFJカード） | 三菱UFJニコス                   | （なし） | MasterCard    | 2006年10月27日                                        | ◯                         |
| KIPS-MUFGカード （旧：KIPS-UFJカード） | 三菱UFJニコス                   | （なし） | VISA          | 2006年10月27日                                        | ◯                         |
| KIPS-DCカード                          | 三菱UFJニコス                   | （なし） | MasterCard    | 2006年8月10日 （2011年11月16日より新規会員募集中止）  | ×                         |
| KIPS-DCカード                          | 三菱UFJニコス                   | （なし） | VISA          | 2006年8月10日 （2011年11月16日より新規会員募集中止）  | ×                         |
| JMB KIPSカード                         | 三菱UFJニコス                   | 日本航空インターナショナル | MasterCard    | 2007年4月26日                                         | △                         |
| JMB KIPSカード                         | 三菱UFJニコス                   | 日本航空インターナショナル | VISA          | 2007年4月26日                                         | △                         |
| ICクレジットカード KIPS                | 三菱UFJ銀行                     | カード発行は三菱UFJニコスに委託。 三菱UFJ銀行の普通預金口座の所持が必須。                                                                          | VISA          | 2008年2月1日                                          | ×                         |
| 105 BESTIO KIPS                        | 百五銀行                        | カード発行は百五ディーシーカードに委託。 百五銀行の普通預金口座の所持が必須。                                                                      | VISA          | 2008年3月25日                                         | ◎                         |
| スーパーICカード KIPS+PiTaPa           | 三菱UFJ銀行                     | カード発行は三菱UFJニコスに委託。 三菱UFJ銀行のICキャッシュカード・KIPSカード・KIPS PiTaPaカードを一体化。 三菱UFJ銀行の普通預金口座の所持が必須。 | VISA          | 2010年4月12日 （2013年4月12日より新規会員募集を停止） | -                         |

凡例
（2015年4月25日現在）
◎：オンライン・申込書どちらの入会でも、同時申込可
◯：申込書での入会のみ同時申込可（オンラインでの入会は、カード発行後、別途申込が必要）
△：オンラインでの入会のみ同時申込可（申込書での入会は、カード発行後、別途申込が必要）
×：オンライン・申込書どちらの入会でも、同時申込不可（カード発行後、別途申込が必要）
近鉄でのPiTaPaの利用が可能になったのは、2007年4月1日（一部路線を除く）からであるが、それ以前より「KIPS PiTaPaカード」の発行は随時行っている。
2009年3月1日より、KIPS-MUFGカード（当時：KIPS-UFJカード）への紐付けによる、KIPS PiTaPaジュニアカード（中学・高校生の家族会員向け）、および同キッズカード（小学生の家族会員向け）の発行を開始した（本会員カード発行後の追加申し込みでの対応）。なお、その他のブランドのKIPSクレジットカードへの紐付けによる、これら2種のカードの発行については、未定である。
2011年5月に近畿日本鉄道は、同年11月を目処に、現行のKIPSカードをはじめとする同社グループのクレジットカード・ポイントカードを統合し、グループ各社共通の「KIPSポイントサービス」の付与・利用が可能となる、「（新）KIPSクレジットカード」を導入する予定であることを発表した。そして前述の通り、2011年11月16日より、新カード・サービスが導入された。
一方で、クレジット機能のないカードとして、2012年12月1日にJR西日本との連携による、IC乗車カードのICOCAの機能を加えた「KIPS ICOCAカード」の発行を開始し、さらに2013年1月25日には、現金専用のポイントカード「KIPSポイントカード」の発行を開始した。

## 利用額割引
近鉄線に乗車したその月（1日から末日）の運賃合計が3,000円以上の場合、3,000円を超える部分の運賃を、10%割り引くサービスである。こども運賃の場合は、合計1,500円以上で、1,500円を超える部分が10%割引の対象である。
利用額割引のサービスは事前の登録不要で、KIPS PiTaPaカードに限らず、他社のPiTaPaカードにも適用される。

### PiTaPa近鉄・シニア60プラン
2008年3月からの1年間、期間限定サービスとして、60歳以上の利用者を対象とした登録制割引「PiTaPa近鉄・シニア60プラン」が行われていた。これは毎月1,000円の定額料を支払うことで、近鉄線に乗車したその月（1日から末日）の運賃合計が1,000円以上の場合、1,000円を超える部分の運賃を、10%割り引くと言うサービスであった。利用条件としては、1ヶ月間の中で近鉄線を一度も利用しなければ定額料は徴収されないが、1ヶ月間の近鉄線の利用額が1,000円に満たない場合でも、定額料が徴収されると言うものであった。

## 区間指定割引
2009年6月1日より、PiTaPaによる近鉄線での区間指定割引（1ヶ月定期相当の金額を上限とする。事前の登録が必要）が導入された。PiTaPa加盟各社の中で、利用額割引と区間指定割引を合わせて導入するのは、近鉄がはじめてとのことである。この制度により、1枚のPiTaPaカードを用いて、阪神電気鉄道（近鉄難波線・大阪難波駅にて相互乗入）のIC定期や、大阪市交通局（近鉄けいはんな線・長田駅 にて相互乗入）の利用額割引・マイスタイル、などとの組み合わせによる利用も可能になった。
運賃の割引・請求額の計算方法としては、
1. 各月1日から末日までの、近鉄線のPiTaPa利用分全額に利用額割引を適用する。
2. 同期間の近鉄線のPiTaPa利用分のうち、登録指定された区間（区間内の利用も含む）には区間指定割引を適用し、それ以外の利用分には、利用額割引を適用する。

1と2を比較し、いずれか安い方の金額が請求される。

## KIPSポイントサービス
2011年11月16日より、近鉄グループの82社・1023店舗が参加する共通ポイント制度として「KIPSポイントサービス」が導入された。
- 近畿日本鉄道では、KIPS PiTaPaカードで近鉄線に乗車した場合、その月のポストペイ割引後の運賃合計220円（税込）につき、1ポイントが付与される。また、KIPSクレジットカードで特急券や定期券を購入した場合、利用額200円（税抜）につき1ポイントが付与される。
- 近鉄百貨店では、KIPSクレジットカードによるクレジットカード払い、または、同カード提示による現金払いにて、利用額100円（税抜）につき、普通商品は5ポイント、特価品は3ポイント、食品売り場・レストランでは1ポイントが、即時付与される。
- 近商ストアでは、KIPSクレジットカードによるクレジットカード払い、または、同カード提示による現金払いにて、利用額200円（税抜）につき1ポイントが、即時付与される。
- その他の近鉄グループの店舗・施設では、利用額100円ないし200円（いずれも税抜）につき1ポイントが付与される。あわせてKIPSクレジットカード会員対象の割引特典（5～20％）も付与される。
- 近鉄グループ以外でのKIPSクレジットカード利用分には、利用額220円（税込）につき1ポイントが付与される。
  - これに伴い、従来のKIPSクレジットカードの提携先クレジットカード会社のポイントは付与されなくなった。
  - ただし銀行提携カードの場合、近鉄グループ以外の利用分においては、KIPSポイントは付与されず、引き続き従来の銀行提携カード各社のポイントが付与される。
- これらのKIPSポイントは、近鉄百貨店や近商ストアでの利用分は即時、その他の利用分は毎月15日に付与される。なお、毎年1月1日から12月31日にたまったポイントは、翌々年の1月15日まで有効となる。
- KIPSポイントは、近鉄百貨店・近商ストア各店での支払時にて、1ポイント＝1円として即時利用することができる（KIPSクレジットカードの提示が必要）。また、下記の各種サービスポイントへの交換も可能である。
  - 近鉄特急netポイント：KIPSポイント1ポイントにつき、1ポイント（1ポイント単位）で利用可能。
  - 近鉄百貨店ネットポイント：KIPSポイント1ポイントにつき、1ポイント（1ポイント単位）で利用可能。
  - JALマイレージバンク（JMB KIPSカードのみ）：KIPSポイントとJMBマイルとの相互交換が可能。
  - KIPSクーポンへの交換：KIPSポイントが500ポイントになれば、近鉄主要駅や近鉄百貨店各店にある「KIPSクーポン発券機」にて、近鉄グループ各社の店舗・施設で利用できる「KIPSクーポン」への交換が可能である。なお「KIPS Webサービス」を利用する場合は、KIPSポイントを2000ポイント以上500ポイント単位より、KIPSクーポンの発行・郵送を行っている。

このKIPSポイントサービスは、KIPSクレジットカード会員に加え、「KIPS ICOCAカード」「KIPSポイントカード」会員にも提供されている（ポイント付与率・利用可能店舗等サービスは一部異なる）。またKIPSクレジットカード会員に限り、「KIPS Webサービス」での事前の登録により、3種のKIPSカードのポイントをとりまとめることが可能である。

### 近鉄ポイントプログラム
2011年11月15日までは、KIPS PiTaPaカードにより近鉄線に乗車したその月のポストペイ割引後の運賃合計200円（税抜）につき1ポイントの「きっぴぃポイント」がたまる「近鉄ポイントプログラム」が行われていた。きっぴいポイントは毎月15日に計上され、ポイントは獲得月が属する翌年度末まで有効であった。また、ためたポイントは近鉄百貨店の商品券などへの交換が可能であった。きっぴいポイントはKIPSポイントサービスの導入に伴い、KIPSポイントに移行した。
ちなみに「きっぴぃ」とは、KIPS PiTaPaカードのイメージキャラクターで、星形の体に顔を付けて手足を加えただけの単純なデザインであった。きっぴぃは近鉄ポイントプログラムが行われていた期間中、チラシや広告、列車のステッカーやHPなどに登場し、時としてピンクの帽子をかぶってリボンを付けたり、駅員帽をかぶったりして登場することもあったが、近鉄ポイントプログラムのKIPSポイントサービスへの移行に伴い使用されなくなった。

## IC定期券の導入などについて
- 近鉄線における、PiTaPaによるIC定期券の導入については未定である（対応するサービスとして、2009年6月1日より、区間指定割引が導入された）。但し現在でも、分離型カードのKIPS PiTaPaカードに他社のPiTaPa定期券機能を付加することは可能である（スーパーICカード KIPS+PiTaPaを除く）。
- 近鉄はJRとの乗換駅が多く、鶴橋駅など乗換客の多い駅もあり、これまでも近鉄・JR間の磁気式連絡定期券は発行されているが、近鉄でもJR西日本との間で、ICOCAの両社連絡定期券の発売を2012年12月1日に開始した。
  - JR西日本では、京阪電気鉄道との間で2010年5月より、ICOCAの両社連絡定期券の発行を行っている（京阪での発売は2011年6月1日に開始した）。
- 近鉄と京阪では2012年12月1日より、近鉄がICOCA・ICOCA定期券の発売を開始したのにあわせて、それぞれの会社でICOCA・ICOCA定期券（近鉄線内用定期・JR線 - 近鉄線連絡定期・近鉄線 - 京阪線連絡定期・近鉄線 - JR線 - 京阪線3線連絡定期・近鉄線 - JR線 - 近鉄線通過連絡定期（3線連絡、通過連絡定期はJRは発売せず）とも）の発売を開始した。
- また同日より、近鉄と阪神電気鉄道の大阪難波駅経由の、ICOCA連絡定期券も発売を開始した（阪神ではPiTaPa連絡定期券での発売）。
- 2013年3月23日からは、近鉄とJR東海とのICOCA連絡定期券も発売を開始した（JR東海ではTOICA連絡定期券での発売）。
- 2014年からは、近鉄と名古屋鉄道とのICOCA連絡定期券も発売されている（名鉄ではmanaca連絡定期券での発売。近鉄と名古屋市交通局、名古屋臨海高速鉄道（あおなみ線）との連絡定期券は未発売）。